# Ecclesia in Medio Oriente
Ecclesia in Medio Oriente (deutsch: Kirche im Mittleren Orient) heißt das nachsynodale Apostolische Schreiben von Papst Benedikt XVI. Es datiert vom 14. September 2012 und fasst die Beratungsergebnisse der Sonderversammlung der Bischofssynode über den Nahen Osten zusammen. Das Schreiben beinhaltet auch eigene Meinungen des Papstes und schließt mit einer apostolischen Exhortatio ab. Diese Sonderversammlung, die unter dem Tagungsmotto „Die Gemeinde der Gläubigen war ein Herz und eine Seele“ stand, wurde vom 10. Oktober bis zum 24. Oktober 2010 in Rom abgehalten.

## Übergabe und Veröffentlichung
Papst Benedikt XVI. überreichte am 16. September 2012, nach der Heiligen Messe während seines Besuchs in Beirut, den katholischen Patriarchen des Mittleren Ostens, jedem Patriarchen der mit Rom unierten orientalischen Kirchen sowie Vertretern der Türkisch römisch-katholischen Bischofskonferenz, der Iranischen Bischofskonferenz und einigen Laienvertretern eine Ausfertigung.

## Inhaltsangabe
Eingangs geht der Heilige Vater auf die Ausgangssituation der Christen im Nahen Osten ein. In dem dreiteiligen Dokument geht der Papst im ersten Teil auf das christliche und ökumenische Leben sowie den interreligiösen Dialog ein. Er skizziert danach zwei neue Realitäten und benennt diese als „Säkularisierung und einen gewalttätigen Fundamentalismus, der den Anspruch erhebt, in der Religion zu wurzeln“.
Im zweiten Teil beschreibt der Papst „die Gemeinde der Gläubigen“ und greift nochmals das Tagungsmotto auf. Insbesondere geht er auf die Situation der Patriarchen, Bischöfe, Priester, Diakone und Seminaristen ein. Um dann seine Aufmerksamkeit dem geweihten Leben, dem Laienstand, der Familie zu widmen. Schließlich weist er auf die jungen Menschen und Kinder hin. An die Jugendlichen richtete der Papst folgende Worte: „Habt keine Angst davor und schämt euch nicht dafür, Christen zu sein. Eure Beziehung zu Jesus wird euch dabei helfen, großzügig mit euren Mitbrüdern zusammenzuarbeiten, ganz unabhängig von deren religiöser Zugehörigkeit. So wird die Zukunft eurer Länder auf dem Grund der Menschenwürde, dem Quell der Freiheit, der Gleichheit und der Gerechtigkeit, gebaut werden.“
Der dritte und pastoral Teil, der mit den Worten „Wir dagegen verkündigen Christus als den Gekreuzigten … Gottes Kraft und Gottes Weisheit“ (1. Korinther 1,4-24 ) überschrieben ist, beinhaltet den Hinweis auf „das Wort Gottes, die Seele und der Quell der Gemeinschaft und des Zeugnisses“, es folgen Anmerkungen zur Liturgie, zum Gebet und zu Pilgerfahrten. In seiner abschließenden Exhortation geht der Papst auf die Evangelisierung und Nächstenliebe ein und mahnt die Mission der Kirche an. Des Weiteren erwähnt er die Bedeutung der Katechese und christlichen Bildung.

## Schwerpunkte
Die zu seinen eigenen Meinungen zählenden Schwerpunkte sind der Dialog, Laizität sowie Frauen und Kinder.
Der Dialog stehe in einem engen Zusammenhang mit der Ökumene im Nahen Osten. Der Papst appelliert daher an eine geistige Ökumene und für Offenheit. Er verteidigt zu diesem Thema insbesondere die „tiefe Bindung zwischen Judentum und Christentum“. Benedikt XVI. skizziert ein Bild der realen Trennung von Kirche und Staat sowie von Religion und Politik. In Bezug auf die „Säkularisierung und den gewalttätigen Fundamentalismus, der den Anspruch erhebt, in der Religion zu wurzeln“, skizzierte der Papst das Bild einer tatsächlichen Trennung von Kirche und Staat, Religion und Politik. Er bekennt sich zu den Schwierigkeiten der Christen im Nahen Osten und äußert den Wunsch zur Sesshaftigkeit der Christen in diesen Regionen. Zum Thema Frauenrechte schrieb er folgendes: „Ich möchte allen Frauen versichern, dass der Einsatz der katholischen Kirche entsprechend dem Plan Gottes einer Verbesserung der Würde von Frauen und ihrer Gleichstellung mit Männern gilt. Dies soll eine Antwort auf die vielfältigen Formen der Diskriminierung sein, die sie allein aufgrund ihres Frauseins erleiden müssen“, so der Papst. Weiter heißt es: „Eine derartige Praxis fügt dem Leben der Gemeinschaft und des Zeugnisses großen Schaden zu. Sie verletzt nicht nur Frauen, sondern zuallererst Gott, den Schöpfer. In Anbetracht ihrer innewohnenden Neigung zur Liebe und zum Schutz des menschlichen Leben, ihres speziellen Beitrags zur Bildung und Erziehung, zum Gesundheitswesen, des Dienstes am Menschen und dem apostolischen Leben denke ich, dass Frauen mehr Platz im öffentlichen und kirchlichen Leben zugemessen bekommen und einnehmen sollten. Auf diese Weise kann es ihnen gelingen, ihren besonderen Beitrag am Aufbau einer geschwisterlicheren Gesellschaft und einer Kirche zu leisten, deren Schönheit in der echten Gemeinschaft der Getauften umso heller erstrahlen wird.“

## Rezeption
Anlässlich des zehnjährigen Jubiläums des Schreibens fand in Zypern eine Konferenz unter Vorsitz von Claudio Gugerotti statt.

## Belege
1. ↑  Benedikt XVI. überreicht Ecclesia in Medio Oriente
2. ↑  https://www.kathpress.at/goto/meldung/2255858/zypern-nahost-konferenz-ueber-christliche-zukunftsperspektiven